# Тиндаль, Ральф Дундас
Ральф Дундас Тиндаль (нидерл. Ralph Dundas Tindal, 1773—1834) — барон, военный министр Нидерландов.

## Биография
Родился в Девентере 24 февраля 1773 года, происходил из старинной шотландской семьи, осевшей в Голландии. Его дед был солдатом армии Республики Соединённых провинций.
В военную службу вступил в начале 1790-х годов, принимал участие в кампаниях 1793—1797 годов. В 1799 году Тиндаль принимал участие в отражении высадки английского и русского десантных корпусов в Северной Голландии. Особенно он отличился в битве при Бергене 19 сентября, где был тяжело ранен и за оказанную храбрость получил чин капитана гвардии. Впоследствии Тиндаль удостоился особенного внимания короля Людовика Бонапарта, был назначен командиром гвардейского гренадерского полка и сохранил этот пост после присоединения Голландии к Франции, когда его полк был причислен к императорской гвардии.
В 1812 году Тиндаль получил чин бригадира гвардейского егерского полка и в 1813 году был тяжело ранен в сражении с русскими и пруссаками при Дрездене. Наполеон произвёл его в дивизионные генералы и пожаловал титул барона империи.
Полученные в сражениях раны не позволили Тиндалю более нести строевую службу и он уехал в Версаль, а оттуда в 1814 году вернулся в Нидерланды. Король нидерландский произвёл его в генерал-лейтенанты и назначил инспектором пехоты, а в конце 1814 года поручил ему управление военным министерством. В этой должности он занялся образованием нидерландской армии, которая ему обязана успехом в походе 1815 года, где Тиндаль командовал резервным корпусом. 16 сентября король Виллем II даровал Тиндалю титул барона Нидерландов.
По окончании кампании Ста дней он получил в командование 6-ю армейскую дивизию в Намюре. В 1827 году Тиндаль был в числе инспекторов пехоты, а в декабре 1828 года произведён в генералы пехоты.
Скончался 4 августа 1834 года.